# Équipe d'Algérie de football aux Jeux olympiques 2016
Cet article relate le parcours de l’Équipe d'Algérie de football lors de la compétition de Football aux Jeux olympiques d'été de 2016 organisée au Brésil du 4 août 2016 au 20 août 2016.

## Tirage au sort
Le tirage au sort de la phase finale des Jeux olympiques de Rio de Janeiro a lieu le 14 avril 2016 au Maracanã,.
Le 6 avril 2016, la FIFA annonce la composition des groupes.
| Pot D     |
| --------- |
| Algérie   |
| Colombie  |
| Danemark  |
| Allemagne |

## Effectif
La Fédération Nationale Algérienne a publié sur son site internet, la liste des joueurs qui prendront part aux jeux olympiques d'été de 2016 à Rio de Janeiro au Brésil.
| Sélectionneurs                                     | Sélectionneurs       | Pierre-André Schürmann | Pierre-André Schürmann | Pierre-André Schürmann | Pierre-André Schürmann            | Pierre-André Schürmann |
| N°                                                 | Nom                  | Date de Naissance      | Taille                 | Poids                  | Sélectionné en équipe nationale A | Club                   |
| Gardiens                                           |                      |                        |                        |                        |                                   |                        |
| 16                                                 | Farid Chaâl          | 21 juillet 1994        | 1,90 m (6′ 3″)         | 80 kg (176 lb)         | Jamais                            | MC Alger               |
| 22                                                 | Oussama Methazem     | 16 décembre 1993       | 1,8 m (5′ 11″)         | 75 kg (165 lb)         | Jamais                            | MC El Eulma            |
| Défenseurs                                         |                      |                        |                        |                        |                                   |                        |
| 2                                                  | Miloud Rebiaï        | 12 décembre 1993       | 1,70 m (5′ 7″)         | 65 kg (143 lb)         | Jamais                            | ES Sétif               |
| 3                                                  | Ayoub Abdellaoui     | 16 février 1993        | 1,75 m (5′ 9″)         | 68 kg (150 lb)         | Jamais                            | USM Alger              |
| 4                                                  | Abdelghani Demmou    | 29 janvier 1989        | 1,85 m (6′ 1″)         | 75 kg (165 lb)         | Jamais                            | MC Alger               |
| 5                                                  | Ryad Kamar Keniche   | 30 avril 1993          | 1,85 m (6′ 1″)         | 75 kg (165 lb)         | Jamais                            | ES Sétif               |
| 12                                                 | Raouf Benguit        | 4 avril 1996           | 1,70 m (5′ 7″)         | 65 kg (143 lb)         | Jamais                            | USM Alger              |
| 15                                                 | Houari Ferhani       | 11 février 1993        | 1,68 m (5′ 6″)         | 60 kg (132 lb)         | Jamais                            | JS Kabylie             |
| Milieux                                            |                      |                        |                        |                        |                                   |                        |
| 6                                                  | Mohammed Benkhemassa | 28 juin 1993           | 1,60 m (5′ 3″)         | 60 kg (132 lb)         | Jamais                            | USM Alger              |
| 8                                                  | Haris Belkebla       | 28 janvier 1994        | 1,78 m (5′ 10″)        | 70 kg (154 lb)         | Jamais                            | Tours FC               |
| 14                                                 | Sofiane Bendebka     | 9 août 1992            | 1,70 m (5′ 7″)         | 65 kg (143 lb)         | Oui (1 fois)                      | NA Hussein Dey         |
| 17                                                 | Zakaria Draoui       | 20 février 1994        | 1,60 m (5′ 3″)         | 60 kg (132 lb)         | Jamais                            | CR Belouizdad          |
| 18                                                 | Rachid Aït-Atmane    | 4 février 1993         | 1,85 m (6′ 1″)         | 79 kg (174 lb)         | Jamais                            | Sporting Gijón         |
| Attaquants                                         |                      |                        |                        |                        |                                   |                        |
| 9                                                  | Mohamed Benkablia    | 2 février 1993         | 1,80 m (5′ 11″)        | 75 kg (165 lb)         | Jamais                            | JS Kabylie             |
| 7                                                  | Baghdad Bounedjah    | 30 novembre 1991       | 1,83 m (6′ 0″)         | 75 kg (165 lb)         | Oui (5 fois)                      | AS Sadd                |
| 10                                                 | Abderrahmane Meziane | 7 mars 1994            | 1,68 m (5′ 6″)         | 62 kg (136 lb)         | Jamais                            | USM Alger              |
| 11                                                 | Zakaria Haddouche    | 19 août 1993           | 1,70 m (5′ 7″)         | 65 kg (143 lb)         | Jamais                            | ES Sétif               |
| 13                                                 | Oussama Darfalou     | 29 septembre 1993      | 1,86 m (6′ 1″)         | 75 kg (165 lb)         | Jamais                            | USM Alger              |
| Joueurs remplacés à cause de blessure              |                      |                        |                        |                        |                                   |                        |
| 1                                                  | Abdelkader Salhi     | 10 août 1993           | 1,85 m (6′ 1″)         | 79 kg (174 lb)         | Jamais                            | CR Belouizdad          |
| Réservistes                                        |                      |                        |                        |                        |                                   |                        |
| /                                                  | Redouane Cherifi     | 22 février 1993        | 1,80 m (5′ 11″)        | 70 kg (154 lb)         | Jamais                            | USM Bel Abbès          |
| /                                                  | Messala Merbah       | 22 juillet 1994        | 1,78 m (5′ 10″)        | 65 kg (143 lb)         | Jamais                            | JS Saoura              |
| /                                                  | Abdelhakim Amokrane  | 10 mai 1994            | 1,86 m (6′ 1″)         | 70 kg (154 lb)         | Jamais                            | ES Sétif               |
| Joueurs blessés                                    |                      |                        |                        |                        |                                   |                        |
| /                                                  | Walid Berbagui       | 14 janvier 1995        | 1,85 m (6′ 1″)         | 72 kg (158 lb)         | Jamais                            | AS Saint-Étienne       |
| Joueurs suspendus par la fédération nationale      |                      |                        |                        |                        |                                   |                        |
| /                                                  | Zinedine Ferhat      | 1er mars 1993          | 1,83 m (6′ 0″)         | 77 kg (169 lb)         | Oui (1 fois)                      | Le Havre AC            |
| Joueurs moins de 23 ans, non libérés par leur club |                      |                        |                        |                        |                                   |                        |
| /                                                  | Ramy Bensebaïni      | 16 avril 1995          | 1,86 m (6′ 1″)         | 75 kg (165 lb)         | Jamais                            | Stade Rennais FC       |
| /                                                  | Saïd Benrahma        | 10 août 1995           | 1,72 m (5′ 8″)         | 67 kg (147 lb)         | Oui (1 fois)                      | OGC Nice               |
| /                                                  | Nabil Bentaleb       | 24 novembre 1994       | 1,87 m (6′ 2″)         | 78 kg (172 lb)         | Oui (18 fois)                     | Tottenham Hotspur FC   |
| /                                                  | Yassine Benzia       | 8 septembre 1994       | 1,79 m (5′ 10″)        | 71 kg (156 lb)         | Oui (1 fois)                      | Lille OSC              |

## Phase de groupes

### Groupe D
| Rang | Équipe    | Pts | J | G | N | P | Bp | Bc | Diff |
| ---- | --------- | --- | - | - | - | - | -- | -- | ---- |
| 1    | Portugal  | 7   | 3 | 2 | 1 | 0 | 5  | 2  | +3   |
| 2    | Honduras  | 4   | 3 | 1 | 1 | 1 | 5  | 5  | 0    |
| 3    | Argentine | 4   | 3 | 1 | 1 | 1 | 3  | 4  | -1   |
| 4    | Algérie   | 1   | 3 | 0 | 1 | 2 | 4  | 6  | -2   |

| 4 août 2016       | Honduras | 3 - 2   | Algérie | | |
| 15h00 (UTC−03:00) | Romell Quioto 13e · Marcelo Pereira 33e · Anthony Lozano 79e                                                                                         | (2 - 0) | 68e Sofiane Bendebka · 85e Baghdad Bounedjah | Stade olympique, Rio de Janeiro Spectateurs : 20 000 Arbitrage : Sandro Ricci Arbitres assistants : Emerson de Carvalho Marcelo Van Gasse Quatrième arbitre : Ryūji Satō | Stade olympique, Rio de Janeiro Spectateurs : 20 000 Arbitrage : Sandro Ricci Arbitres assistants : Emerson de Carvalho Marcelo Van Gasse Quatrième arbitre : Ryūji Satō |
| 15h00 (UTC−03:00) | Rapport |         | | Stade olympique, Rio de Janeiro Spectateurs : 20 000 Arbitrage : Sandro Ricci Arbitres assistants : Emerson de Carvalho Marcelo Van Gasse Quatrième arbitre : Ryūji Satō | Stade olympique, Rio de Janeiro Spectateurs : 20 000 Arbitrage : Sandro Ricci Arbitres assistants : Emerson de Carvalho Marcelo Van Gasse Quatrième arbitre : Ryūji Satō |
| 15h00 (UTC−03:00) | López () · Pereira · Álvarez · Vargas · Acosta ( 86e Paz) · Palacios 88e · Lozano · Quioto · Banegas ( 78e Espinal) · García · Elis ( 67e Benavídez) | Équipes | Chaâl () · Demmou · Kenniche ( 30e Abdellaoui) · Bounedjah 58e · Belkebla 90+1e · Benkablia ( 60e Meziane) · Haddouche · Benguit · Bendebka · Ferhani · Aït-Atmane ( 71e Darfalou) | Stade olympique, Rio de Janeiro Spectateurs : 20 000 Arbitrage : Sandro Ricci Arbitres assistants : Emerson de Carvalho Marcelo Van Gasse Quatrième arbitre : Ryūji Satō | Stade olympique, Rio de Janeiro Spectateurs : 20 000 Arbitrage : Sandro Ricci Arbitres assistants : Emerson de Carvalho Marcelo Van Gasse Quatrième arbitre : Ryūji Satō |

| 4 août 2016       | Portugal | 2 - 0   | Argentine | | |
| 18h00 (UTC−03:00) | Gonçalo Paciência 66e · Pité 84e | (0 - 0) | | Stade olympique, Rio de Janeiro Spectateurs : 37 407 Arbitrage : Walter Lopez Arbitres assistants : Leonel Leal Gerson Lopez Quatrième arbitre : Matthew Conger | Stade olympique, Rio de Janeiro Spectateurs : 37 407 Arbitrage : Walter Lopez Arbitres assistants : Leonel Leal Gerson Lopez Quatrième arbitre : Matthew Conger |
| 18h00 (UTC−03:00) | Rapport |         | | Stade olympique, Rio de Janeiro Spectateurs : 37 407 Arbitrage : Walter Lopez Arbitres assistants : Leonel Leal Gerson Lopez Quatrième arbitre : Matthew Conger | Stade olympique, Rio de Janeiro Spectateurs : 37 407 Arbitrage : Walter Lopez Arbitres assistants : Leonel Leal Gerson Lopez Quatrième arbitre : Matthew Conger |
| 18h00 (UTC−03:00) | Varela () · Esgaio · Figueiredo 33e · Ié · Podstawski · Martins ( 76e Silva) · Oliveira 70e ( 71e Pité) · Paciência ( 81e Ilori) · Fernandes · Agra · Fonseca | Équipes | Rulli () · Gianetti 2e · Soto · Gómez · Cuesta · Ascacibar · Calleri · Correa ( 79e Simeone) · Magallán 56e ( 64e Pavón) · Martínez · Espinoza ( 72e Lo Celso) | Stade olympique, Rio de Janeiro Spectateurs : 37 407 Arbitrage : Walter Lopez Arbitres assistants : Leonel Leal Gerson Lopez Quatrième arbitre : Matthew Conger | Stade olympique, Rio de Janeiro Spectateurs : 37 407 Arbitrage : Walter Lopez Arbitres assistants : Leonel Leal Gerson Lopez Quatrième arbitre : Matthew Conger |

| 7 août 2016       | Honduras         | 1 - 2   | Portugal                                      | | |
| 15h00 (UTC−03:00) | Alberth Elis 1re | (1 - 2) | 21e Tobias Figueiredo · 36e Gonçalo Paciência | Stade olympique, Rio de Janeiro Spectateurs : 32 928 Arbitrage : Roddy Zambrano Arbitres assistants : Christian Lescano Byron Romero Quatrième arbitre : César Ramos | Stade olympique, Rio de Janeiro Spectateurs : 32 928 Arbitrage : Roddy Zambrano Arbitres assistants : Christian Lescano Byron Romero Quatrième arbitre : César Ramos |
| 15h00 (UTC−03:00) | Rapport          |         |                                               | Stade olympique, Rio de Janeiro Spectateurs : 32 928 Arbitrage : Roddy Zambrano Arbitres assistants : Christian Lescano Byron Romero Quatrième arbitre : César Ramos | Stade olympique, Rio de Janeiro Spectateurs : 32 928 Arbitrage : Roddy Zambrano Arbitres assistants : Christian Lescano Byron Romero Quatrième arbitre : César Ramos |

| 7 août 2016       | Argentine                               | 2 - 1   | Algérie              | | |
| 18h00 (UTC−03:00) | Ángel Correa 47e · Jonathan Calleri 70e | (0 - 0) | 64e Sofiane Bendebka | Stade olympique, Rio de Janeiro Spectateurs : 37 450 Arbitrage : Cüneyt Çakır Arbitres assistants : Bahattin Duran Tarik Ongun Quatrième arbitre : Clément Turpin | Stade olympique, Rio de Janeiro Spectateurs : 37 450 Arbitrage : Cüneyt Çakır Arbitres assistants : Bahattin Duran Tarik Ongun Quatrième arbitre : Clément Turpin |
| 18h00 (UTC−03:00) | Rapport                                 |         |                      | Stade olympique, Rio de Janeiro Spectateurs : 37 450 Arbitrage : Cüneyt Çakır Arbitres assistants : Bahattin Duran Tarik Ongun Quatrième arbitre : Clément Turpin | Stade olympique, Rio de Janeiro Spectateurs : 37 450 Arbitrage : Cüneyt Çakır Arbitres assistants : Bahattin Duran Tarik Ongun Quatrième arbitre : Clément Turpin |

| 10 août 2016      | Algérie               | 1 - 1   | Portugal              |                          |                          |
| 13h00 (UTC−03:00) | Mohamed Benkablia 30e | (1 - 1) | Gonçalo Paciência 25e | Mineirão, Belo Horizonte | Mineirão, Belo Horizonte |
| 13h00 (UTC−03:00) | Rapport               |         |                       | Mineirão, Belo Horizonte | Mineirão, Belo Horizonte |

| 10 août 2016      | Argentine               | 1 - 1   | Honduras                 |                                           |                                           |
| 13h00 (UTC−03:00) | Mauricio Martínez 90+3e | (0 - 0) | Anthony Lozano 75e (pen) | Estádio Nacional Mané-Garrincha, Brasilia | Estádio Nacional Mané-Garrincha, Brasilia |
| 13h00 (UTC−03:00) | Rapport                 |         |                          | Estádio Nacional Mané-Garrincha, Brasilia | Estádio Nacional Mané-Garrincha, Brasilia |

## Statistiques

### Temps de jeu
| N°              | Joueur               |                 |                 |                 | TT              | But inscrit     | MJ              | MT              | Légende |
| --------------- | -------------------- | --------------- | --------------- | --------------- | --------------- | --------------- | --------------- | --------------- | --- |
| Gardiens de but | Gardiens de but      | Gardiens de but | Gardiens de but | Gardiens de but | Gardiens de but | Gardiens de but | Gardiens de but | Gardiens de but | Abréviations et symboles : TT : Total de minutes jouées MJ : Nombre de matchs joués MT : Matchs joués en tant que titulaire : but : joueur entré : joueur remplacé : capitaine : carton jaune : carton rouge |
| 1               | Abdelkader Salhi     | 0               | /               | /               | 0               | 0               | 0               | 9               | Abréviations et symboles : TT : Total de minutes jouées MJ : Nombre de matchs joués MT : Matchs joués en tant que titulaire : but : joueur entré : joueur remplacé : capitaine : carton jaune : carton rouge |
| 16              | Farid Chaâl          | 90              | 90              | 0               | 180             | 0               | 2               | 2               | Abréviations et symboles : TT : Total de minutes jouées MJ : Nombre de matchs joués MT : Matchs joués en tant que titulaire : but : joueur entré : joueur remplacé : capitaine : carton jaune : carton rouge |
| 22              | Oussama Methazem     | /               | 0               | 90 23e          | 90              | 0               | 1               | 1               | Abréviations et symboles : TT : Total de minutes jouées MJ : Nombre de matchs joués MT : Matchs joués en tant que titulaire : but : joueur entré : joueur remplacé : capitaine : carton jaune : carton rouge |
| Défenseurs      |                      |                 |                 |                 |                 |                 |                 |                 | Abréviations et symboles : TT : Total de minutes jouées MJ : Nombre de matchs joués MT : Matchs joués en tant que titulaire : but : joueur entré : joueur remplacé : capitaine : carton jaune : carton rouge |
| 5               | Ryad Kenniche        | 30              | 0               | 0               | 30              | 0               | 1               | 1               | Abréviations et symboles : TT : Total de minutes jouées MJ : Nombre de matchs joués MT : Matchs joués en tant que titulaire : but : joueur entré : joueur remplacé : capitaine : carton jaune : carton rouge |
| 4               | Abdelghani Demmou    | 90              | 90 53e          | 0               | 180             | 0               | 2               | 2               | Abréviations et symboles : TT : Total de minutes jouées MJ : Nombre de matchs joués MT : Matchs joués en tant que titulaire : but : joueur entré : joueur remplacé : capitaine : carton jaune : carton rouge |
| 12              | Raouf Benguit        | 90              | 90              | 90              | 270             | 0               | 3               | 3               | Abréviations et symboles : TT : Total de minutes jouées MJ : Nombre de matchs joués MT : Matchs joués en tant que titulaire : but : joueur entré : joueur remplacé : capitaine : carton jaune : carton rouge |
| 15              | Houari Ferhani       | 90              | 90              | 90              | 270             | 0               | 3               | 3               | Abréviations et symboles : TT : Total de minutes jouées MJ : Nombre de matchs joués MT : Matchs joués en tant que titulaire : but : joueur entré : joueur remplacé : capitaine : carton jaune : carton rouge |
| 3               | Ayoub Abdellaoui     | 60              | 67 48e, 67e     | 90              | 217             | 0               | 3               | 2               | Abréviations et symboles : TT : Total de minutes jouées MJ : Nombre de matchs joués MT : Matchs joués en tant que titulaire : but : joueur entré : joueur remplacé : capitaine : carton jaune : carton rouge |
| 2               | Miloud Rebiaï        | 0               | 0               | 90              | 90              | 0               | 1               | 1               | Abréviations et symboles : TT : Total de minutes jouées MJ : Nombre de matchs joués MT : Matchs joués en tant que titulaire : but : joueur entré : joueur remplacé : capitaine : carton jaune : carton rouge |
| /               | Redouane Cherifi     | /               | /               | /               | 0               | 0               | 0               | 0               | Abréviations et symboles : TT : Total de minutes jouées MJ : Nombre de matchs joués MT : Matchs joués en tant que titulaire : but : joueur entré : joueur remplacé : capitaine : carton jaune : carton rouge |
| Milieux         |                      |                 |                 |                 |                 |                 |                 |                 | Abréviations et symboles : TT : Total de minutes jouées MJ : Nombre de matchs joués MT : Matchs joués en tant que titulaire : but : joueur entré : joueur remplacé : capitaine : carton jaune : carton rouge |
| 8               | Haris Belkebla       | 90 90+1re       | 90 38e          | 0               | 180             | 0               | 2               | 2               | Abréviations et symboles : TT : Total de minutes jouées MJ : Nombre de matchs joués MT : Matchs joués en tant que titulaire : but : joueur entré : joueur remplacé : capitaine : carton jaune : carton rouge |
| 14              | Sofiane Bendebka     | 90 68e          | 90 64e          | 90              | 270             | 2               | 3               | 3               | Abréviations et symboles : TT : Total de minutes jouées MJ : Nombre de matchs joués MT : Matchs joués en tant que titulaire : but : joueur entré : joueur remplacé : capitaine : carton jaune : carton rouge |
| 18              | Rachid Aït-Atmane    | 71              | 36              | 0               | 97              | 0               | 2               | 2               | Abréviations et symboles : TT : Total de minutes jouées MJ : Nombre de matchs joués MT : Matchs joués en tant que titulaire : but : joueur entré : joueur remplacé : capitaine : carton jaune : carton rouge |
| 6               | Mohammed Benkhemassa | 0               | 54 90+3e        | 90 35e          | 144             | 0               | 2               | 1               | Abréviations et symboles : TT : Total de minutes jouées MJ : Nombre de matchs joués MT : Matchs joués en tant que titulaire : but : joueur entré : joueur remplacé : capitaine : carton jaune : carton rouge |
| 17              | Zakaria Draoui       | 0               | 0               | 90              | 90              | 0               | 1               | 1               | Abréviations et symboles : TT : Total de minutes jouées MJ : Nombre de matchs joués MT : Matchs joués en tant que titulaire : but : joueur entré : joueur remplacé : capitaine : carton jaune : carton rouge |
| /               | Messala Merbah       | /               | /               | /               | 0               | 0               | 0               | 0               | Abréviations et symboles : TT : Total de minutes jouées MJ : Nombre de matchs joués MT : Matchs joués en tant que titulaire : but : joueur entré : joueur remplacé : capitaine : carton jaune : carton rouge |
| Attaquants      |                      |                 |                 |                 |                 |                 |                 |                 | Abréviations et symboles : TT : Total de minutes jouées MJ : Nombre de matchs joués MT : Matchs joués en tant que titulaire : but : joueur entré : joueur remplacé : capitaine : carton jaune : carton rouge |
| 7               | Baghdad Bounedjah    | 90 58e 85e      | 90              | 90              | 270             | 1               | 3               | 3               | Abréviations et symboles : TT : Total de minutes jouées MJ : Nombre de matchs joués MT : Matchs joués en tant que titulaire : but : joueur entré : joueur remplacé : capitaine : carton jaune : carton rouge |
| 9               | Mohamed Benkablia    | 60              | 81 45e          | 84 30e          | 225             | 1               | 3               | 3               | Abréviations et symboles : TT : Total de minutes jouées MJ : Nombre de matchs joués MT : Matchs joués en tant que titulaire : but : joueur entré : joueur remplacé : capitaine : carton jaune : carton rouge |
| 11              | Zakaria Haddouche    | 90              | 55 39e          | 6               | 151             | 0               | 3               | 2               | Abréviations et symboles : TT : Total de minutes jouées MJ : Nombre de matchs joués MT : Matchs joués en tant que titulaire : but : joueur entré : joueur remplacé : capitaine : carton jaune : carton rouge |
| 10              | Abderrahmane Meziane | 30 76e          | 35              | 90              | 155             | 0               | 3               | 1               | Abréviations et symboles : TT : Total de minutes jouées MJ : Nombre de matchs joués MT : Matchs joués en tant que titulaire : but : joueur entré : joueur remplacé : capitaine : carton jaune : carton rouge |
| 13              | Oussama Darfalou     | 19              | 9               | 90              | 118             | 0               | 3               | 1               | Abréviations et symboles : TT : Total de minutes jouées MJ : Nombre de matchs joués MT : Matchs joués en tant que titulaire : but : joueur entré : joueur remplacé : capitaine : carton jaune : carton rouge |
| /               | Abdelhakim Amokrane  | /               | /               | /               | 0               | 0               | 0               | 0               | Abréviations et symboles : TT : Total de minutes jouées MJ : Nombre de matchs joués MT : Matchs joués en tant que titulaire : but : joueur entré : joueur remplacé : capitaine : carton jaune : carton rouge |